# Specie di Desidae
Di seguito sono descritte tutte le 181 specie della famiglia di ragni Desidae note al dicembre 2012.

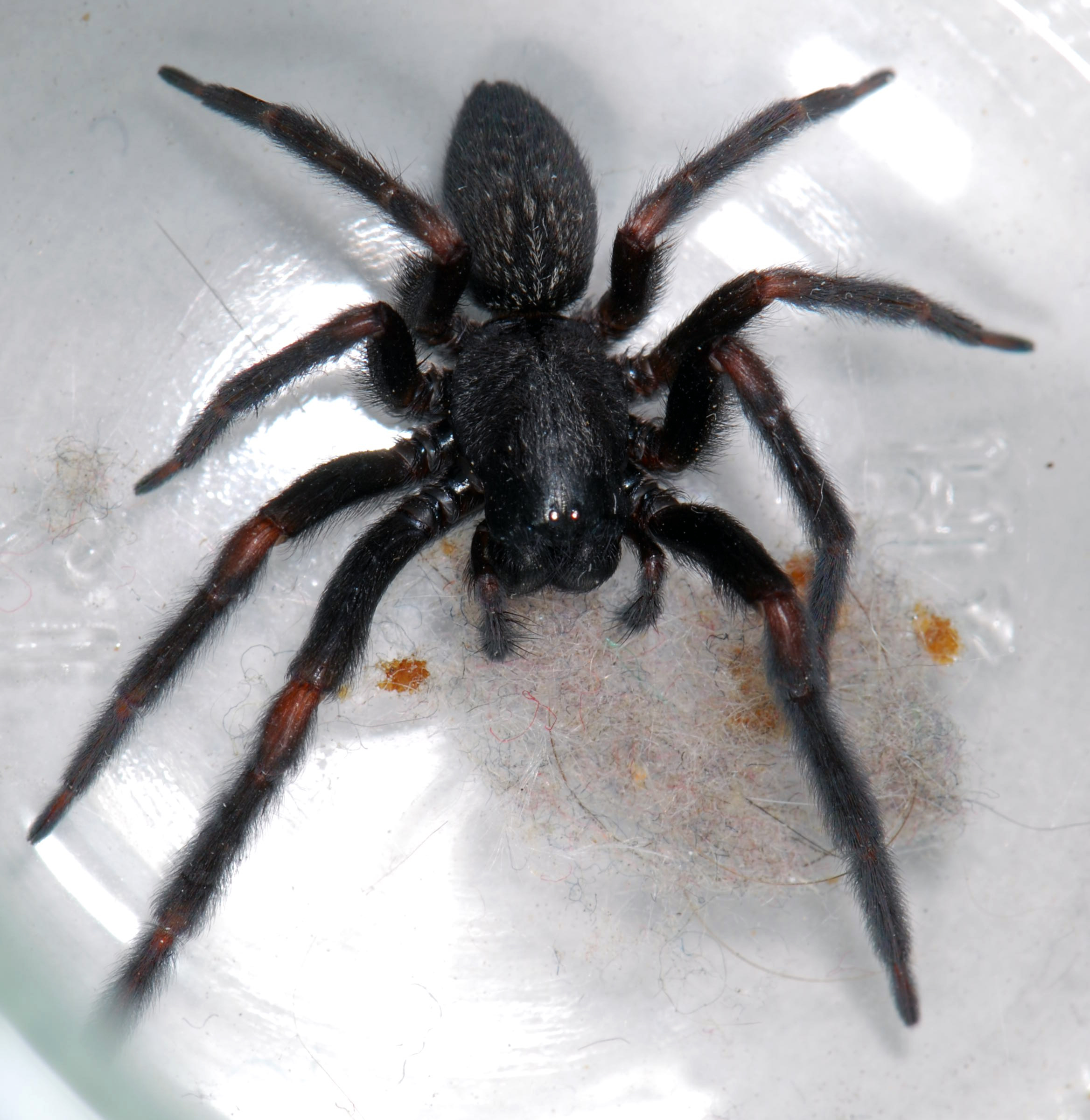
Badumna insignis

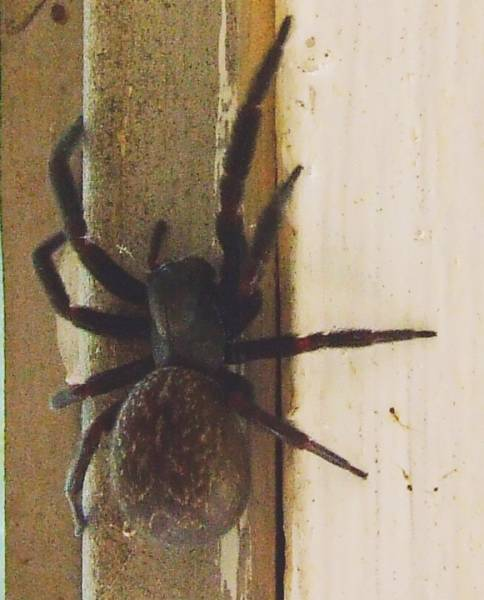
Badumna insignis

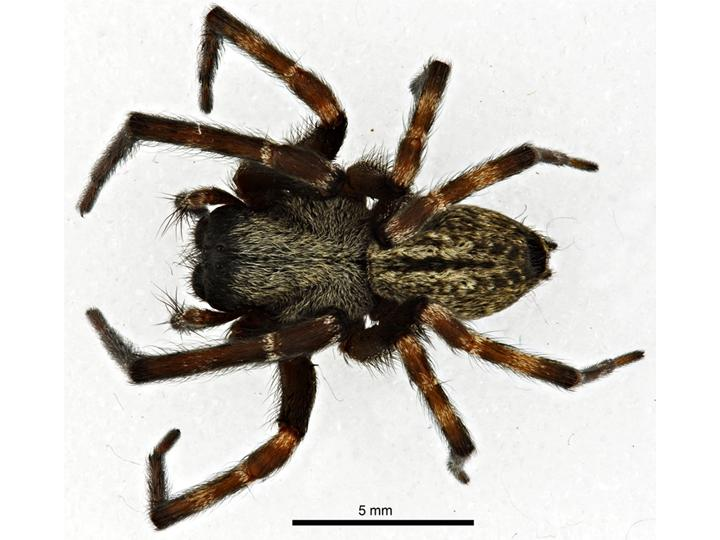
Badumna longinqua

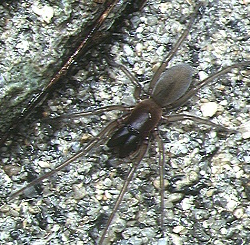
Desis japonica, femmina

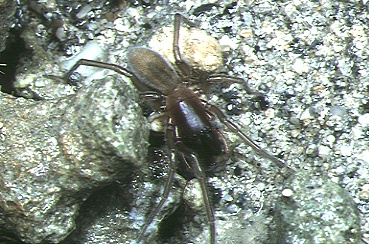
Desis japonica, maschio

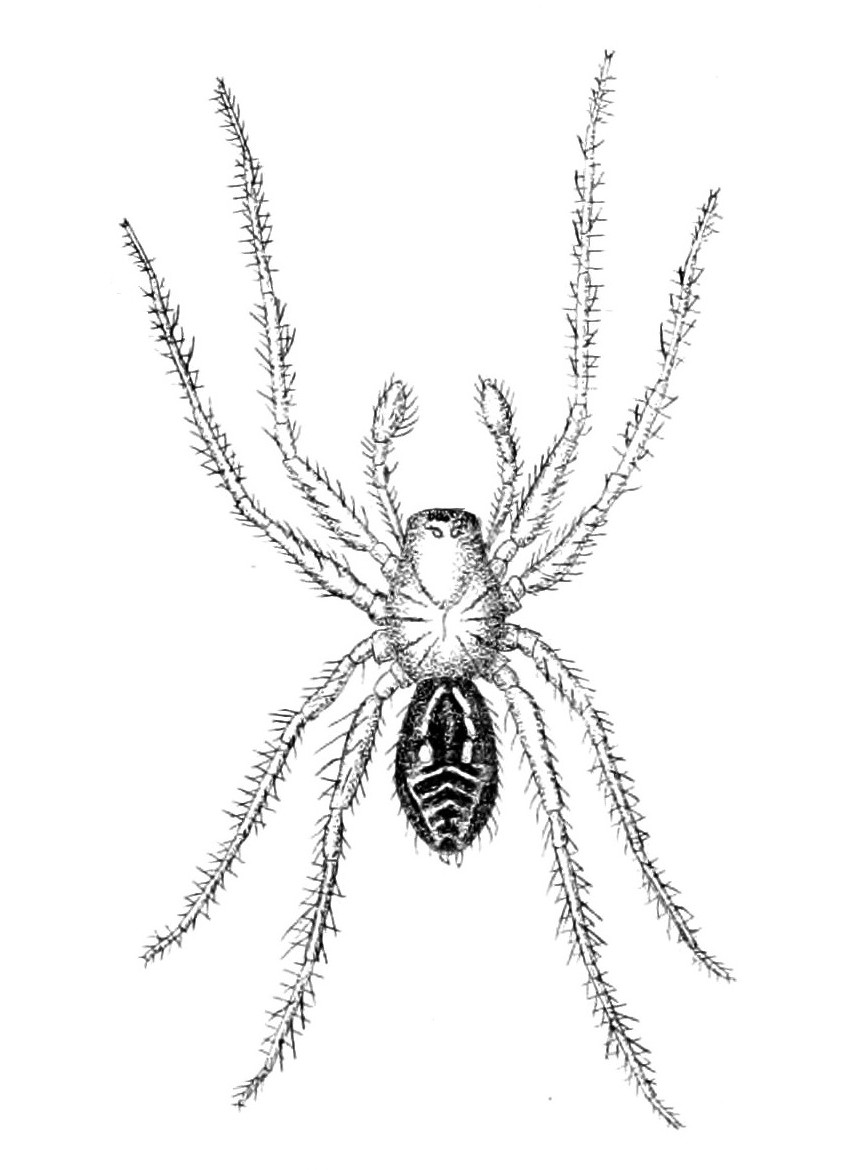
Myro kerguelenensis, disegno di Octavius Pickard-Cambridge del 1876

## Akatorea
Akatorea Forster & Wilton, 1973 
- Akatorea gracilis (Marples, 1959) — Nuova Zelanda
- Akatorea otagoensis Forster & Wilton, 1973 — Nuova Zelanda

## Amphinecta
Amphinecta Simon, 1898 
- Amphinecta decemmaculata Simon, 1898 — Nuova Zelanda
- Amphinecta dejecta Forster & Wilton, 1973 — Nuova Zelanda
- Amphinecta luta Forster & Wilton, 1973 — Nuova Zelanda
- Amphinecta mara Forster & Wilton, 1973 — Nuova Zelanda
- Amphinecta milina Forster & Wilton, 1973 — Nuova Zelanda
- Amphinecta mula Forster & Wilton, 1973 — Nuova Zelanda
- Amphinecta pika Forster & Wilton, 1973 — Nuova Zelanda
- Amphinecta pila Forster & Wilton, 1973 — Nuova Zelanda
- Amphinecta puka Forster & Wilton, 1973 — Nuova Zelanda
- Amphinecta tama Forster & Wilton, 1973 — Nuova Zelanda
- Amphinecta tula Forster & Wilton, 1973 — Nuova Zelanda

## Aorangia
Aorangia Forster & Wilton, 1973 
- Aorangia agama Forster & Wilton, 1973 — Nuova Zelanda
- Aorangia ansa Forster & Wilton, 1973 — Nuova Zelanda
- Aorangia fiordensis Forster & Wilton, 1973 — Nuova Zelanda
- Aorangia isolata Forster & Wilton, 1973 — Nuova Zelanda
- Aorangia kapitiensis Forster & Wilton, 1973 — Nuova Zelanda
- Aorangia mauii Forster & Wilton, 1973 — Nuova Zelanda
- Aorangia muscicola Forster & Wilton, 1973 — Nuova Zelanda
- Aorangia obscura Forster & Wilton, 1973 — Nuova Zelanda
- Aorangia otira Forster & Wilton, 1973 — Nuova Zelanda
- Aorangia pilgrimi Forster & Wilton, 1973 — Nuova Zelanda
- Aorangia poppelwelli Forster & Wilton, 1973 — Nuova Zelanda
- Aorangia pudica Forster & Wilton, 1973 — Nuova Zelanda
- Aorangia semita Forster & Wilton, 1973 — Nuova Zelanda
- Aorangia silvestris Forster & Wilton, 1973 — Nuova Zelanda
- Aorangia singularis Forster & Wilton, 1973 — Nuova Zelanda
- Aorangia tumida Forster & Wilton, 1973 — Nuova Zelanda

## Austmusia
Austmusia Gray, 1983 
- Austmusia kioloa Gray, 1983 — Nuovo Galles del Sud
- Austmusia lindi Gray, 1983 — Victoria
- Austmusia wilsoni Gray, 1983 — Nuovo Galles del Sud

## Badumna
Badumna Thorell, 1890
- Badumna arguta (Simon, 1906) — Queensland
- Badumna bimetallica (Hogg, 1896) — Australia centrale
- Badumna blochmanni (Strand, 1907) — Nuovo Galles del Sud
- Badumna exilis Thorell, 1890 — Giava
- Badumna exsiccata (Strand, 1913) — Australia
- Badumna guttipes (Simon, 1906) — Victoria, Tasmania
- Badumna hirsuta Thorell, 1890 — Giava
- Badumna hygrophila (Simon, 1902) — Queensland
- Badumna insignis (L. Koch, 1872) — dal Giappone alla Tasmania, Nuova Zelanda
- Badumna javana (Strand, 1907) — Giava
- Badumna longinqua (L. Koch, 1867) — Australia orientale, Nuova Zelanda, USA, Uruguay
- Badumna maculata (Rainbow, 1916) — Queensland
- Badumna microps (Simon, 1908) — Australia occidentale
- Badumna pilosa (Hogg, 1900) — Victoria
- Badumna scalaris (L. Koch, 1872) — Queensland, Australia centrale
- Badumna senilella (Strand, 1907) — Australia
- Badumna socialis (Rainbow, 1905) — Nuovo Galles del Sud
- Badumna tangae Zhu, Zhang & Yang, 2006 — Cina

## Buyina
Buyina Davies, 1998 
- Buyina halifax Davies, 1998 — Queensland
- Buyina yeatesi Davies, 1998 — Queensland

## Calacadia
Calacadia Exline, 1960 
- Calacadia ambigua (Nicolet, 1849) — Cile
- Calacadia chilensis Exline, 1960 — Cile
- Calacadia dentifera (Tullgren, 1902) — Cile
- Calacadia livens (Simon, 1902) — Cile
- Calacadia osorno Exline, 1960 — Cile
- Calacadia radulifera (Simon, 1902) — Cile
- Calacadia rossi Exline, 1960 — Cile

## Canala
Canala Gray, 1992
- Canala longipes (Berland, 1924) — Nuova Caledonia
- Canala magna (Berland, 1924) — Nuova Caledonia
- Canala poya Gray, 1992 — Nuova Caledonia

## Cicirra
Cicirra Simon, 1886
- Cicirra decemmaculata Simon, 1886 — Tasmania

## Colcarteria
Colcarteria Gray, 1992
- Colcarteria carrai Gray, 1992 — Nuovo Galles del Sud
- Colcarteria kempseyi Gray, 1992 — Nuovo Galles del Sud
- Colcarteria yessabah Gray, 1992 — Nuovo Galles del Sud

## Cunnawarra
Cunnawarra Davies, 1998 
- Cunnawarra cassisi Davies, 1998 — Nuovo Galles del Sud
- Cunnawarra grayi Davies, 1998 — Nuovo Galles del Sud

## Desis
Desis Walckenaer, 1837
- Desis crosslandi Pocock, 1903 — Zanzibar, Madagascar
- Desis formidabilis (O. P.-Cambridge, 1890) — Sudafrica
- Desis galapagoensis Hirst, 1925 — Isole Galapagos
- Desis gardineri Pocock, 1904 — Isole Laccadive
- Desis hartmeyeri Simon, 1909 — Australia occidentale
- Desis inermis Gravely, 1927 — India
- Desis japonica Yaginuma, 1956 — Giappone
- Desis kenyonae Pocock, 1902 — Victoria, Tasmania
- Desis marina (Hector, 1877) — Nuova Caledonia, Nuova Zelanda, Isole Chatham
- Desis martensi L. Koch, 1872 — Malaysia
- Desis maxillosa (Fabricius, 1793) — Nuova Guinea, Nuova Caledonia
- Desis risbeci Berland, 1931 — Nuova Caledonia
- Desis tangana Roewer, 1955 — Africa orientale
- Desis vorax L. Koch, 1872 — Isole Samoa

## Dunstanoides
Dunstanoides Forster & Wilton, 1989 
- Dunstanoides angustiae (Marples, 1959) — Nuova Zelanda
- Dunstanoides hesperis (Forster & Wilton, 1973) — Nuova Zelanda
- Dunstanoides hinawa (Forster & Wilton, 1973) — Nuova Zelanda
- Dunstanoides hova (Forster & Wilton, 1973) — Nuova Zelanda
- Dunstanoides kochi (Forster & Wilton, 1973) — Nuova Zelanda
- Dunstanoides mira (Forster & Wilton, 1973) — Nuova Zelanda
- Dunstanoides montana (Forster & Wilton, 1973) — Nuova Zelanda
- Dunstanoides nuntia (Marples, 1959) — Nuova Zelanda
- Dunstanoides salmoni (Forster & Wilton, 1973) — Nuova Zelanda

## Epimecinus
Epimecinus Simon, 1908
- Epimecinus alkirna Gray, 1973 — Nuovo Galles del Sud
- Epimecinus humilis Berland, 1924 — Nuova Caledonia
- Epimecinus nexibilis (Simon, 1906) — Nuova Caledonia
- Epimecinus pullatus (Simon, 1906) — Nuova Caledonia

## Forsterina
Forsterina Lehtinen, 1967
- Forsterina alticola (Berland, 1924) — Nuova Caledonia
- Forsterina annulipes (L. Koch, 1872) — Queensland, Nuovo Galles del Sud, Isola Lord Howe
- Forsterina armigera (Simon, 1908) — Australia occidentale
- Forsterina cryphoeciformis (Simon, 1908) — Australia occidentale
- Forsterina koghiana Gray, 1992 — Nuova Caledonia
- Forsterina segestrina (L. Koch, 1872) — Nuovo Galles del Sud
- Forsterina velifera (Simon, 1908) — Australia occidentale
- Forsterina virgosa (Simon, 1908) — Australia occidentale
- Forsterina vultuosa (Simon, 1908) — Australia occidentale

## Gasparia
Gasparia Marples, 1956
- Gasparia busa Forster, 1970 — Nuova Zelanda
- Gasparia coriacea Forster, 1970 — Nuova Zelanda
- Gasparia delli (Forster, 1955) — Isole Antipodi, Isole Auckland, Isole Campbell
- Gasparia dentata Forster, 1970 — Nuova Zelanda
- Gasparia edwardsi Forster, 1970 — Nuova Zelanda
- Gasparia kaiangaroa Forster, 1970 — Isole Chatham
- Gasparia littoralis Forster, 1970 — Nuova Zelanda
- Gasparia lomasi Forster, 1970 — Nuova Zelanda
- Gasparia mangamuka Forster, 1970 — Nuova Zelanda
- Gasparia manneringi (Forster, 1964) — Isole Snares
- Gasparia montana Forster, 1970 — Nuova Zelanda
- Gasparia nava Forster, 1970 — Nuova Zelanda
- Gasparia nebulosa Marples, 1956 — Nuova Zelanda
- Gasparia nelsonensis Forster, 1970 — Nuova Zelanda
- Gasparia nuntia Forster, 1970 — Nuova Zelanda
- Gasparia oparara Forster, 1970 — Nuova Zelanda
- Gasparia parva Forster, 1970 — Nuova Zelanda
- Gasparia pluta Forster, 1970 — Nuova Zelanda
- Gasparia rupicola Forster, 1970 — Nuova Zelanda
- Gasparia rustica Forster, 1970 — Nuova Zelanda
- Gasparia tepakia Forster, 1970 — Nuova Zelanda
- Gasparia tuaiensis Forster, 1970 — Nuova Zelanda

## Gohia
Gohia Dalmas, 1917
- Gohia clarki Forster, 1964 — Isole Campbell
- Gohia falxiata (Hogg, 1909) — Isole Auckland
- Gohia isolata Forster, 1970 — Nuova Zelanda
- Gohia parisolata Forster, 1970 — Nuova Zelanda

## Goyenia
Goyenia Forster, 1970
- Goyenia electa Forster, 1970 — Nuova Zelanda
- Goyenia fresa Forster, 1970 — Nuova Zelanda
- Goyenia gratiosa Forster, 1970 — Nuova Zelanda
- Goyenia lucrosa Forster, 1970 — Nuova Zelanda
- Goyenia marplesi Forster, 1970 — Nuova Zelanda
- Goyenia multidentata Forster, 1970 — Nuova Zelanda
- Goyenia ornata Forster, 1970 — Nuova Zelanda
- Goyenia sana Forster, 1970 — Nuova Zelanda
- Goyenia scitula Forster, 1970 — Nuova Zelanda
- Goyenia sylvatica Forster, 1970 — Nuova Zelanda

## Hapona
Hapona Forster, 1970
- Hapona amira Forster, 1970 — Nuova Zelanda
- Hapona aucklandensis (Forster, 1964) — Nuova Zelanda
- Hapona crypta (Forster, 1964) — Nuova Zelanda
- Hapona insula (Forster, 1964) — Nuova Zelanda
- Hapona marplesi (Forster, 1964) — Nuova Zelanda
- Hapona moana Forster, 1970 — Nuova Zelanda
- Hapona momona Forster, 1970 — Nuova Zelanda
- Hapona muscicola (Forster, 1964) — Nuova Zelanda
- Hapona otagoa (Forster, 1964) — Nuova Zelanda
- Hapona paihia Forster, 1970 — Nuova Zelanda
- Hapona reinga Forster, 1970 — Nuova Zelanda
- Hapona salmoni (Forster, 1964) — Nuova Zelanda
- Hapona tararua Forster, 1970 — Nuova Zelanda

## Helsonia
Helsonia Forster, 1970
- Helsonia plata Forster, 1970 — Nuova Zelanda

## Holomamoea
Holomamoea Forster & Wilton, 1973 
- Holomamoea foveata Forster & Wilton, 1973 — Nuova Zelanda

## Huara
Huara Forster, 1964 
- Huara antarctica (Berland, 1931) — Isole Auckland
- Huara chapmanae Forster & Wilton, 1973 — Nuova Zelanda
- Huara decorata Forster & Wilton, 1973 — Nuova Zelanda
- Huara dolosa Forster & Wilton, 1973 — Nuova Zelanda
- Huara grossa Forster, 1964 — Isole Auckland
- Huara hastata Forster & Wilton, 1973 — Nuova Zelanda
- Huara inflata Forster & Wilton, 1973 — Nuova Zelanda
- Huara kikkawa Forster & Wilton, 1973 — Nuova Zelanda
- Huara marplesi Forster & Wilton, 1973 — Nuova Zelanda
- Huara mura Forster & Wilton, 1973 — Nuova Zelanda
- Huara ovalis (Hogg, 1909) — Isole Snares
- Huara pudica Forster & Wilton, 1973 — Nuova Zelanda

## Hulua
Hulua Forster & Wilton, 1973
- Hulua convoluta Forster & Wilton, 1973 — Nuova Zelanda
- Hulua manga Forster & Wilton, 1973 — Nuova Zelanda
- Hulua minima Forster & Wilton, 1973 — Nuova Zelanda
- Hulua pana Forster & Wilton, 1973 — Nuova Zelanda

## Jalkaraburra
Jalkaraburra Davies, 1998 
- Jalkaraburra alta Davies, 1998 — Queensland

## Keera
Keera Davies, 1998 
- Keera longipalpis Davies, 1998 — Nuovo Galles del Sud

## Laestrygones
Laestrygones Urquhart, 1894
- Laestrygones albiceris Urquhart, 1894 — Nuova Zelanda
- Laestrygones chathamensis Forster, 1970 — Isole Chatham
- Laestrygones minutissimus (Hogg, 1909) — Isole Auckland, Isole Campbell
- Laestrygones otagoensis Forster, 1970 — Nuova Zelanda
- Laestrygones setosus Hickman, 1969 — Tasmania
- Laestrygones westlandicus Forster, 1970 — Nuova Zelanda

## Lamina
Lamina Forster, 1970
- Lamina minor Forster, 1970 — Nuova Zelanda
- Lamina montana Forster, 1970 — Nuova Zelanda
- Lamina parana Forster, 1970 — Nuova Zelanda
- Lamina ulva Forster, 1970 — Nuova Zelanda

## Lathyarcha
Lathyarcha Simon, 1908
- Lathyarcha cinctipes (Simon, 1906) — Victoria
- Lathyarcha inornata (L. Koch, 1872) — Queensland, Nuovo Galles del Sud
- Lathyarcha tetrica Simon, 1908 — Australia occidentale

## Magua
Magua Davies, 1998 
- Magua wiangaree Davies, 1998 — Nuovo Galles del Sud

## Makora
Makora Forster & Wilton, 1973 
- Makora calypso (Marples, 1959) — Nuova Zelanda
- Makora detrita Forster & Wilton, 1973 — Nuova Zelanda
- Makora diversa Forster & Wilton, 1973 — Nuova Zelanda
- Makora figurata Forster & Wilton, 1973 — Nuova Zelanda
- Makora mimica Forster & Wilton, 1973 — Nuova Zelanda

## Mamoea
Mamoea Forster & Wilton, 1973 
- Mamoea assimilis Forster & Wilton, 1973 — Nuova Zelanda
- Mamoea bicolor (Bryant, 1935) — Nuova Zelanda
- Mamoea cantuaria Forster & Wilton, 1973 — Nuova Zelanda
- Mamoea cooki Forster & Wilton, 1973 — Nuova Zelanda
- Mamoea florae Forster & Wilton, 1973 — Nuova Zelanda
- Mamoea grandiosa Forster & Wilton, 1973 — Nuova Zelanda
- Mamoea hesperis Forster & Wilton, 1973 — Nuova Zelanda
- Mamoea hughsoni Forster & Wilton, 1973 — Nuova Zelanda
- Mamoea inornata Forster & Wilson, 1973 — Nuova Zelanda
- Mamoea mandibularis (Bryant, 1935) — Nuova Zelanda
- Mamoea maorica Forster & Wilton, 1973 — Nuova Zelanda
- Mamoea montana Forster & Wilton, 1973 — Nuova Zelanda
- Mamoea monticola Forster & Wilton, 1973 — Nuova Zelanda
- Mamoea otira Forster & Wilton, 1973 — Nuova Zelanda
- Mamoea pilosa (Bryant, 1935) — Nuova Zelanda
- Mamoea rakiura Forster & Wilton, 1973 — Nuova Zelanda
- Mamoea rufa (Berland, 1931) — Isole Campbell
- Mamoea unica Forster & Wilton, 1973 — Nuova Zelanda
- Mamoea westlandica Forster & Wilton, 1973 — Nuova Zelanda

## Mangareia
Mangareia Forster, 1970
- Mangareia maculata Forster, 1970 — Nuova Zelanda
- Mangareia motu Forster, 1970 — Nuova Zelanda

## Maniho
Maniho Marples, 1959 
- Maniho australis Forster & Wilton, 1973 — Nuova Zelanda
- Maniho cantuarius Forster & Wilton, 1973 — Nuova Zelanda
- Maniho centralis Forster & Wilton, 1973 — Nuova Zelanda
- Maniho insulanus Forster & Wilton, 1973 — Nuova Zelanda
- Maniho meridionalis Forster & Wilton, 1973 — Nuova Zelanda
- Maniho ngaitahu Forster & Wilton, 1973 — Nuova Zelanda
- Maniho otagoensis Forster & Wilton, 1973 — Nuova Zelanda
- Maniho pumilio Forster & Wilton, 1973 — Nuova Zelanda
- Maniho tigris Marples, 1959 — Nuova Zelanda
- Maniho vulgaris Forster & Wilton, 1973 — Nuova Zelanda

## Marplesia
Marplesia Lehtinen, 1967 
- Marplesia dugdalei Forster & Wilton, 1973 — Nuova Zelanda
- Marplesia pohara Forster & Wilton, 1973 — Nuova Zelanda

## Matachia
Matachia Dalmas, 1917
- Matachia australis Forster, 1970 — Nuova Zelanda
- Matachia livor (Urquhart, 1893) — Nuova Zelanda
- Matachia marplesi Forster, 1970 — Nuova Zelanda
- Matachia ramulicola Dalmas, 1917 — Nuova Zelanda
- Matachia similis Forster, 1970 — Nuova Zelanda

## Mesudus
Mesudus ozdikmen, 2007
- Mesudus frondosus (Forster, 1970) — Nuova Zelanda
- Mesudus setosus (Forster, 1970) — Nuova Zelanda
- Mesudus solitarius (Forster, 1970) — Nuova Zelanda

## Metaltella
Metaltella Mello-Leitão, 1931 
- Metaltella arcoiris (Mello-Leitão, 1943) — Cile
- Metaltella iheringi (Keyserling, 1891) — Brasile, Argentina
- Metaltella imitans (Mello-Leitão, 1940) — Argentina
- Metaltella rorulenta (Nicolet, 1849) — Peru, Cile, Argentina
- Metaltella simoni (Keyserling, 1878) — Brasile, Uruguay, Argentina, USA (introdotto)
- Metaltella tigrina (Mello-Leitão, 1943) — Argentina

## Myro
Myro O. P.-Cambridge, 1876
- Myro jeanneli Berland, 1947 — Isole Crozet
- Myro kerguelenensis O. P.-Cambridge, 1876 — Isole Kerguelen, Isola Macquarie 
  - Myro kerguelenensis crozetensis Enderlein, 1903 — Isole Crozet
- Myro maculatus Simon, 1903 — Tasmania
- Myro marinus (Goyen, 1890) — Nuova Zelanda
- Myro paucispinosus Berland, 1947 — Isola Marion, Isole Crozet
- Myro pumilus Ledoux, 1991 — Isole Crozet

## Namandia
Namandia Lehtinen, 1967
- Namandia periscelis (Simon, 1903) — Tasmania

## Neolana
Neolana Forster & Wilton, 1973 
- Neolana dalmasi (Marples, 1959) — Nuova Zelanda
- Neolana pallida Forster & Wilton, 1973 — Nuova Zelanda
- Neolana septentrionalis Forster & Wilton, 1973 — Nuova Zelanda

## Neomyro
Neomyro Forster & Wilton, 1973
- Neomyro amplius Forster & Wilton, 1973 — Nuova Zelanda
- Neomyro circe Forster & Wilton, 1973 — Nuova Zelanda
- Neomyro scitulus (Urquhart, 1891) — Nuova Zelanda

## Neororea
Neororea Forster & Wilton, 1973 
- Neororea homerica Forster & Wilton, 1973 — Nuova Zelanda
- Neororea sorenseni (Forster, 1955) — Isole Auckland

## Notomatachia
Notomatachia Forster, 1970
- Notomatachia cantuaria Forster, 1970 — Nuova Zelanda
- Notomatachia hirsuta (Marples, 1962) — Nuova Zelanda
- Notomatachia wiltoni Forster, 1970 — Nuova Zelanda

## Nuisiana
Nuisiana Forster & Wilton, 1973
- Nuisiana arboris (Marples, 1959) — Nuova Zelanda

## Ommatauxesis
Ommatauxesis Simon, 1903
- Ommatauxesis macrops Simon, 1903 — Tasmania

## Oparara
Oparara Forster & Wilton, 1973 
- Oparara karamea Forster & Wilton, 1973 — Nuova Zelanda
- Oparara vallus (Marples, 1959) — Nuova Zelanda

## Otagoa
Otagoa Forster, 1970
- Otagoa chathamensis Forster, 1970 — Nuova Zelanda
- Otagoa nova Forster, 1970 — Nuova Zelanda
- Otagoa wiltoni Forster, 1970 — Nuova Zelanda

## Panoa
Panoa Forster, 1970
- Panoa contorta Forster, 1970 — Nuova Zelanda
- Panoa fiordensis Forster, 1970 — Nuova Zelanda
- Panoa mora Forster, 1970 — Nuova Zelanda
- Panoa tapanuiensis Forster, 1970 — Nuova Zelanda

## Paramamoea
Paramamoea Forster & Wilton, 1973 
- Paramamoea aquilonalis Forster & Wilton, 1973 — Nuova Zelanda
- Paramamoea arawa Forster & Wilton, 1973 — Nuova Zelanda
- Paramamoea incerta Forster & Wilton, 1973 — Nuova Zelanda
- Paramamoea incertoides Forster & Wilton, 1973 — Nuova Zelanda
- Paramamoea insulana Forster & Wilton, 1973 — Nuova Zelanda
- Paramamoea pandora Forster & Wilton, 1973 — Nuova Zelanda
- Paramamoea paradisica Forster & Wilton, 1973 — Nuova Zelanda
- Paramamoea parva Forster & Wilton, 1973 — Nuova Zelanda
- Paramamoea urewera Forster & Wilton, 1973 — Nuova Zelanda
- Paramamoea waipoua Forster & Wilton, 1973 — Nuova Zelanda

## Paramatachia
Paramatachia Dalmas, 1918
- Paramatachia ashtonensis Marples, 1962 — Nuovo Galles del Sud
- Paramatachia cataracta Marples, 1962 — Nuovo Galles del Sud
- Paramatachia decorata Dalmas, 1918 — Queensland
- Paramatachia media Marples, 1962 — Victoria
- Paramatachia tubicola (Hickman, 1950) — Australia meridionale, Tasmania

## Paratheuma
Paratheuma Bryant, 1940
- Paratheuma andromeda Beatty & Berry, 1989 — Isole Cook
- Paratheuma armata (Marples, 1964) — dalle isole Caroline alle isole Samoa
- Paratheuma australis Beatty & Berry, 1989 — Queensland, Isole Figi
- Paratheuma insulana (Banks, 1902) — USA, Indie occidentali, Giappone
- Paratheuma interaesta (Roth & Brown, 1975) — Messico
- Paratheuma makai Berry & Beatty, 1989 — Hawaii
- Paratheuma ramseyae Beatty & Berry, 1989 — Isole Cook
- Paratheuma rangiroa Beatty & Berry, 1989 — Polinesia
- Paratheuma shirahamaensis (Oi, 1960) — Corea, Giappone

## Penaoola
Penaoola Davies, 1998 
- Penaoola algida Davies, 1998 — Australia meridionale
- Penaoola madida Davies, 1998 — Australia meridionale

## Phryganoporus
Phryganoporus Simon, 1908
- Phryganoporus candidus (L. Koch, 1872) — Australia, Isole Norfolk
- Phryganoporus davidleei Gray, 2002 — Australia occidentale, Australia meridionale
- Phryganoporus melanopygus Gray, 2002 — Australia occidentale
- Phryganoporus nigrinus Simon, 1908 — dall'Australia occidentale al Queensland
- Phryganoporus vandiemeni (Gray, 1983) — Victoria, Tasmania

## Pitonga
Pitonga Davies, 1984
- Pitonga woolowa Davies, 1984 — Australia settentrionale

## Porteria
Porteria Simon, 1904
- Porteria albopunctata Simon, 1904 — Cile

## Quemusia
Quemusia Davies, 1998 
- Quemusia aquilonia Davies, 1998 — Queensland
- Quemusia austrina Davies, 1998 — Queensland
- Quemusia cordillera Davies, 1998 — Nuovo Galles del Sud
- Quemusia raveni Davies, 1998 — Queensland

## Rangitata
Rangitata Forster & Wilton, 1973 
- Rangitata peelensis Forster & Wilton, 1973 — Nuova Zelanda

## Rapua
Rapua Forster, 1970
- Rapua australis Forster, 1970 — Nuova Zelanda

## Reinga
Reinga Forster & Wilton, 1973 
- Reinga apica Forster & Wilton, 1973 — Nuova Zelanda
- Reinga aucklandensis (Marples, 1959) — Nuova Zelanda
- Reinga grossa Forster & Wilton, 1973 — Nuova Zelanda
- Reinga media Forster & Wilton, 1973 — Nuova Zelanda
- Reinga waipoua Forster & Wilton, 1973 — Nuova Zelanda

## Rorea
Rorea Forster & Wilton, 1973 
- Rorea aucklandensis Forster & Wilton, 1973 — Isole Auckland
- Rorea otagoensis Forster & Wilton, 1973 — Nuova Zelanda

## Syrorisa
Syrorisa Simon, 1908
- Syrorisa misella (Simon, 1906) — Nuova Caledonia, Australia occidentale

## Tanganoides
Tanganoides Davies, 2005 
- Tanganoides acutus (Davies, 2003) — Tasmania
- Tanganoides clarkei (Davies, 2003) — Tasmania
- Tanganoides collinus (Davies, 2003) — Tasmania
- Tanganoides greeni (Davies, 2003) — Tasmania
- Tanganoides harveyi (Davies, 2003) — Victoria
- Tanganoides mcpartlan (Davies, 2003) — Tasmania

## Tasmabrochus
Tasmabrochus Davies, 2002 
- Tasmabrochus cranstoni Davies, 2002 — Tasmania
- Tasmabrochus montanus Davies, 2002 — Tasmania
- Tasmabrochus turnerae Davies, 2002 — Tasmania

## Tasmarubrius
Tasmarubrius Davies, 1998 
- Tasmarubrius hickmani Davies, 1998 — Tasmania
- Tasmarubrius milvinus (Simon, 1903) — Tasmania
- Tasmarubrius pioneer Davies, 1998 — Tasmania
- Tasmarubrius tarraleah Davies, 1998 — Tasmania
- Tasmarubrius truncus Davies, 1998 — Tasmania

## Taurongia
Taurongia Hogg, 1901
- Taurongia ambigua Gray, 2005 — Victoria
- Taurongia punctata (Hogg, 1900) — Victoria

## Teeatta
Teeatta Davies, 2005 
- Teeatta driesseni Davies, 2005 — Tasmania
- Teeatta magna Davies, 2005 — Tasmania
- Teeatta platnicki Davies, 2005 — Tasmania

## Toxops
Toxops Hickman, 1940
- Toxops montanus Hickman, 1940 — Tasmania

## Toxopsoides
Toxopsoides Forster & Wilton, 1973
- Toxopsoides huttoni Forster & Wilton, 1973 — Nuova Zelanda

## Tuakana
Tuakana Forster, 1970
- Tuakana mirada Forster, 1970 — Nuova Zelanda
- Tuakana wiltoni Forster, 1970 — Nuova Zelanda

## Waterea
Waterea Forster & Wilton, 1973 
- Waterea cornigera Forster & Wilton, 1973 — Nuova Zelanda